# Люверс

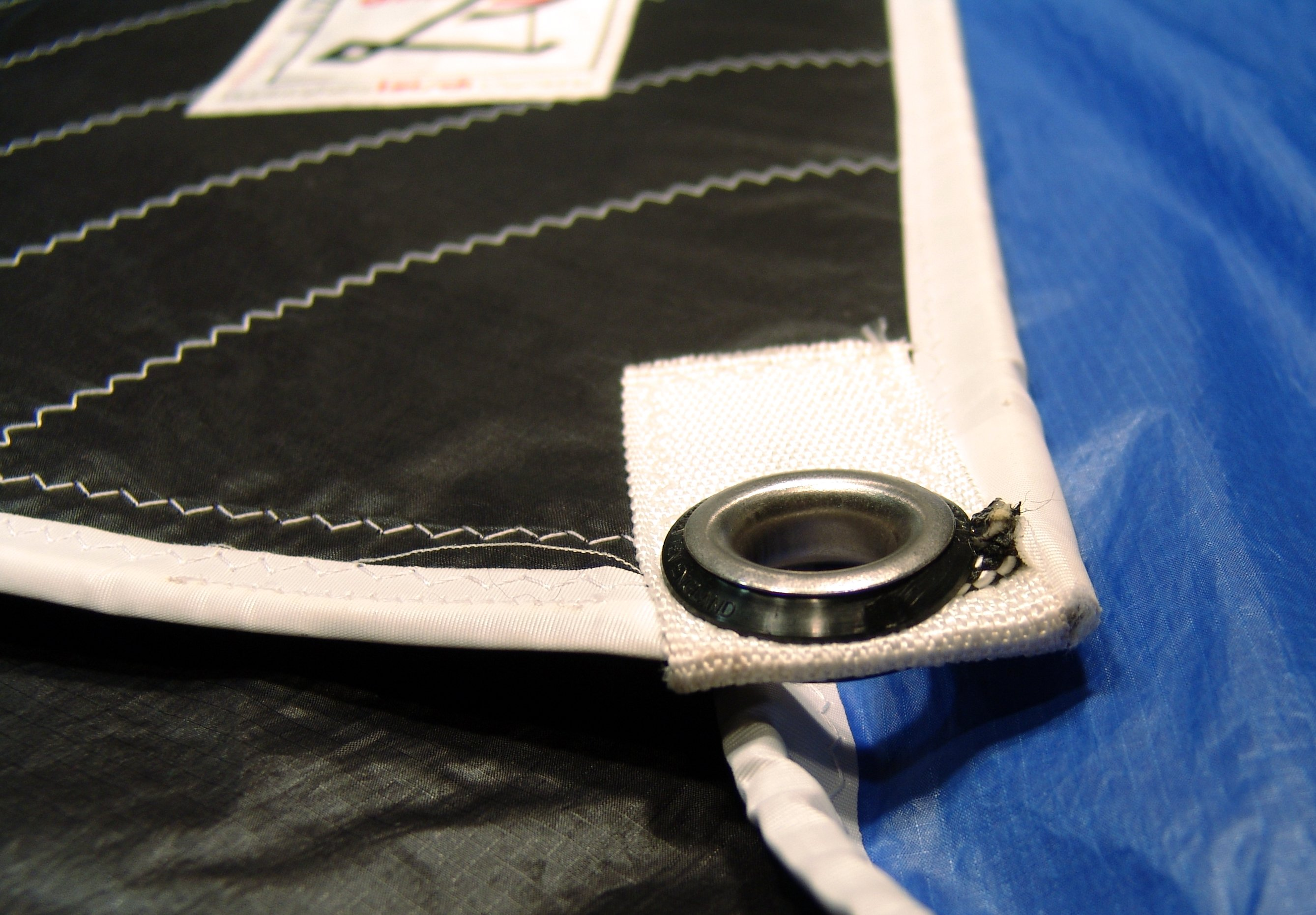
Люверс, встановлений на галантерейному виробі

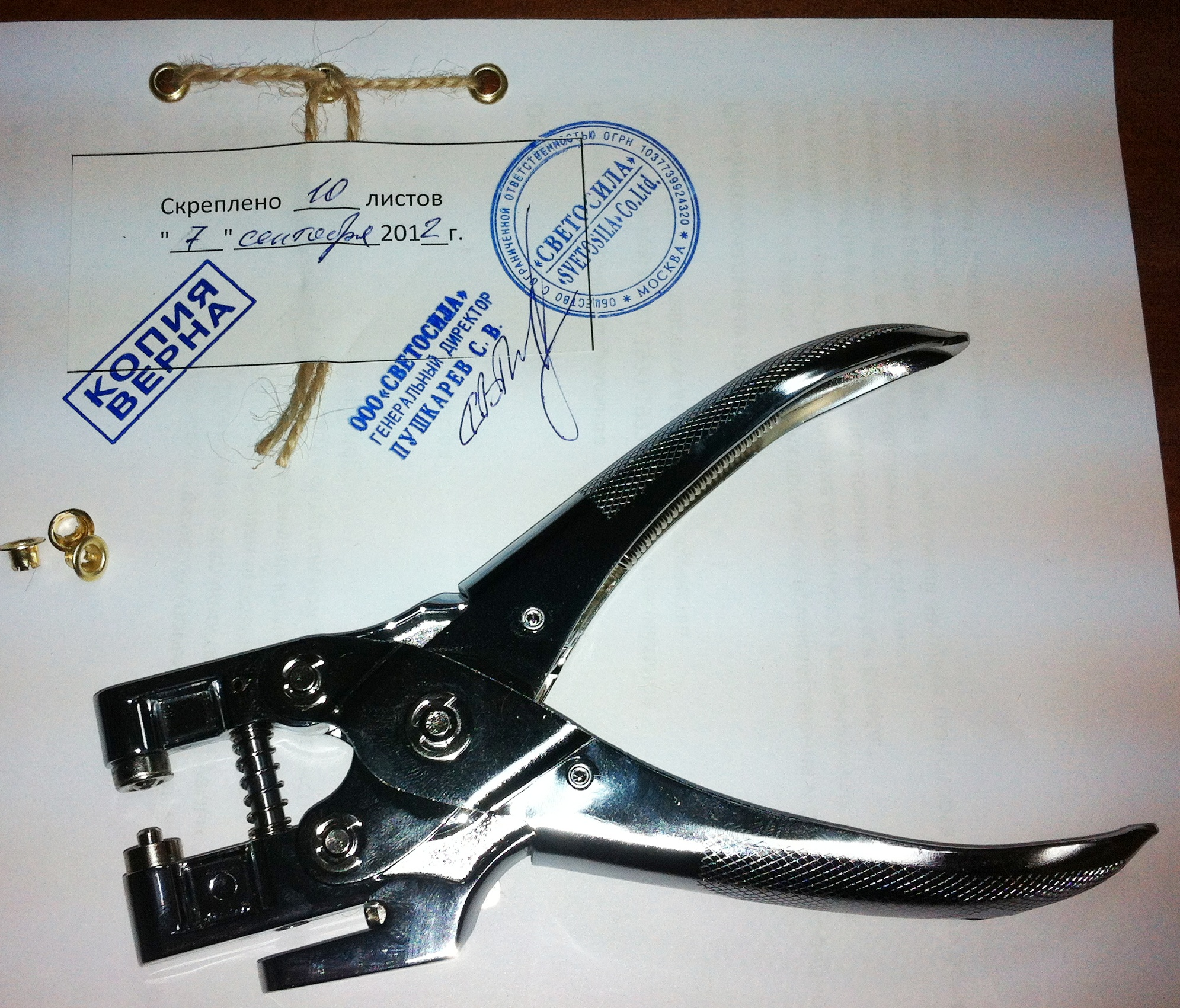
Канцелярські люверси; інструмент для їх встановлення; документи, скріплені люверсами

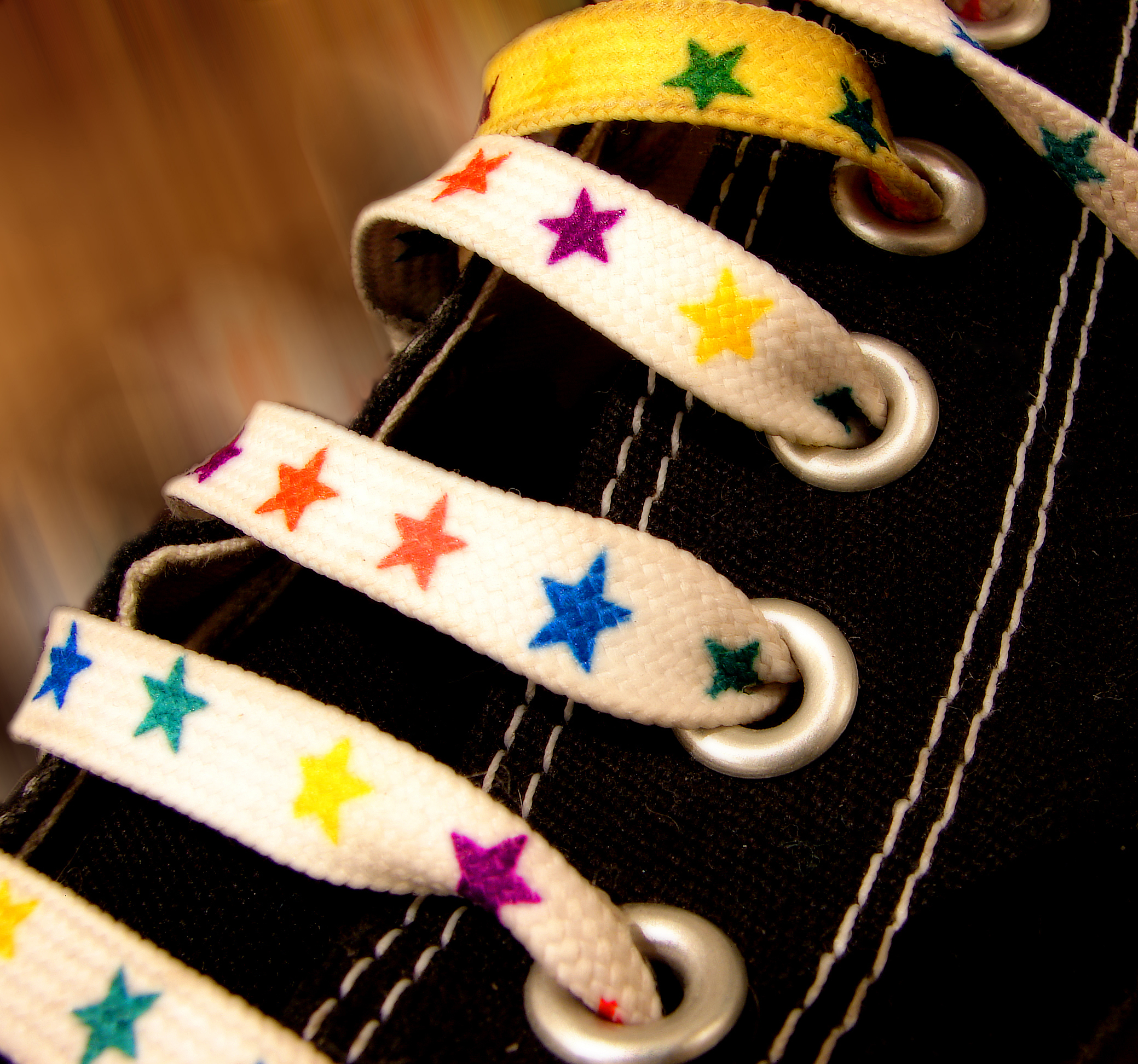
Люверси у взутті для протягування шнурівок

Лю́верс (нід. leuvers — «люверси», «вічка»; однина — leuver) — фасонна втулка з шайбою.
Люверси призначені для протягування мотузок, тасьм, тросів, стропів, шнурівок крізь полотнища, елементи одягу, вироби зі шкіри (зокрема, для зміцнення країв отворів шкіряно-галантерейних, швейних виробів). По суті, є різновидом заклепки з отвором (трубчастої заклепки).

## Морська справа
Історично термін прийшов з вітрильної справи: люверсом називається отвір у вітрилі, обкиданий ниткою або посилений металевим кільцем, що служить для протягування крізь нього частин рухомого або нерухомого такелажу, цю ж назву має саме металеве кільце. Належить до дільних речей.

## Інше
Різновид люверса, використовуваний у швацько-галантерейному виробництві, відомий як блочок. Він являє собою фасонну втулку (без шайби) для зміцнення країв отворів шкіряно-галантерейних, швейних виробів та взуття. Люверси (блочки) застосовуються і при виготовленні ременів на тканинній і (рідше) шкіряній основі. Також використовуються у конструкції парашутних систем, при виробництві різних видів тентів (для туризму, відпочинку, на вантажні автомобілі тощо), у взуттєвому виробництві, діловодстві (брошурування та пломбування документів) тощо.
Технологія широко використовується при виготовлені банерів у рекламній справі: з використанням люверсів кріпляться полотна банерів зовнішньої реклами.